# アン・ヘイドン＝ジョーンズ
アン・ヘイドン＝ジョーンズ（Ann Haydon-Jones、1938年10月7日 - ）は、イングランド・バーミンガム出身の女子テニス選手。フルネームはアドリアン・シャーリー・ヘイドン＝ジョーンズ（Adrianne Shirley Haydon-Jones）。
1960年代の女子テニス界を代表した選手の1人で、テニス史上最大の転換点である「オープン化時代」にプロ選手となり、アマチュア選手・プロ選手の両方の立場で顕著な成績を残した。アマチュア選手時代には「全仏選手権」で女子シングルス2勝を挙げ、プロ選手になってからは1969年のウィンブルドン選手権で優勝した。左利きの選手。
旧姓「アン・ヘイドン」の名前であったが、1962年にP・F・ジョーンズと結婚した。

## 来歴
アン・ヘイドンは両親とも優れた卓球選手という家庭に生まれ、少女時代は卓球のジュニア世界選手権で5度の決勝進出があった。また1954年から1959年まで世界卓球選手権に5回出場し1957年のストックホルム大会ではシングルス、ダブルス、混合ダブルスで準優勝を果たした。1954年と1955年にテニスの「全英ジュニア選手権」に連覇したことがきっかけで、彼女はテニス選手として生活を始め、1956年からウィンブルドン選手権に出場し始めた。それから5年後、1961年の全仏選手権で彼女は初めての栄冠を獲得し、決勝でメキシコのヨラ・ラミレスを 6-2, 6-1 のストレートで圧倒した。この年は全米選手権でも決勝に進んだが、ここではダーリーン・ハードに 3-6, 4-6 で敗れて準優勝になる。全仏初優勝の翌年、アン・ヘイドンはP・F・ジョーンズと結婚した。彼女の名前は、夫の姓のみで「アン・ジョーンズ」と記載されたり、旧姓を併記した「アン・ヘイドン＝ジョーンズ」とも呼ばれるようになった。
1963年、ヘイドン＝ジョーンズは全仏選手権で女子シングルス・女子ダブルスの2部門に決勝進出を果たす。2年ぶり2度目のシングルス決勝戦では、ヘイドン＝ジョーンズはレスリー・ターナーに 6-2, 3-6, 5-7 で敗れた。1966年の全仏選手権で、ヘイドン＝ジョーンズはナンシー・リッチーを 6-3, 6-1 で破り、5年ぶり2度目の優勝を果たす。地元のウィンブルドン選手権では、1958年・1960年・1962年・1963年・1966年と5度にわたり、準決勝まで勝ち進んでいたが、なかなか決勝戦に手が届かなかった。1967年、ヘイドン＝ジョーンズはようやく初めてのウィンブルドン決勝と、6年ぶり2度目の全米選手権決勝に進んだ。この年はビリー・ジーン・キング夫人が絶好調で、ヘイドン＝ジョーンズはキング夫人に決勝2連敗を喫する。全米選手権では2度のシングルス準優勝に終わり、ここではタイトルを獲得できなかった。
1968年にテニス界は史上最大の転換期を迎え、プロ選手の4大大会出場を解禁する「オープン化」という措置を実施した。大会の名称も変更されて、全豪オープン、全仏オープン、ウィンブルドン選手権、全米オープンとなる。こうして、それ以前の時代とは明確に区別されるテニス界の「オープン化時代」（Open Era）が始まった。アン・ヘイドン＝ジョーンズ、ビリー・ジーン・キング夫人、ロージー・カザルス、そしてフランソワーズ・デュール（フランス）の4人の女子選手が、「オープン化時代」以後最初に「プロテニス選手契約書」にサインした。こうして、テニス界にもプロ化の流れが始まる。「オープン化時代」最初の4大大会となった1968年の「全仏オープン」で、ヘイドン＝ジョーンズは単複とも決勝に進出するが、女子シングルス決勝では（2年前に勝った）ナンシー・リッチーに 7-5, 4-6, 1-6 で敗れ、フランソワーズ・デュールと組んだダブルスで優勝した。この後、ジョーンズは「オープン開催」の1968年ウィンブルドン・全米オープンと、1969年全豪オープンの3大会連続で女子シングルス4強に入った。全豪オープンは、これが唯一の出場となる。1969年全仏オープンでは、デュールとのダブルスで2連覇を達成するが、シングルス決勝ではマーガレット・コート夫人に 1-6, 6-4, 3-6 で敗れた。ヘイドン・ジョーンズの全仏選手権（全仏オープン）の経歴を通じて、単複2部門の決勝に進出した1963年・1968年・1969年はいずれもシングルス準優勝・ダブルス優勝という結果に終わった。
1969年ウィンブルドンは、アン・ヘイドン・ジョーンズのテニス経歴最大のハイライトであった。第4シードのジョーンズは、準決勝でマーガレット・コート夫人の4大大会年間3連勝を阻み、決勝では大会3連覇中だったビリー・ジーン・キング夫人と対戦した。ヘイドン＝ジョーンズはキング夫人に 3-6, 6-3, 6-2 の逆転勝利を収め、キング夫人のウィンブルドン4連覇を阻止した。こうしてヘイドン＝ジョーンズは、左利きの女子選手として最初のウィンブルドン優勝者になり、大会初出場の1956年から「14度目」の挑戦で優勝を決めた。この大会ではフレッド・ストールと組んだ混合ダブルスでも優勝し、2部門制覇を飾る。ウィンブルドン優勝の後、ヘイドン＝ジョーンズは第1シードだった全米オープンの出場を辞退し、翌1970年に現役を引退した。1985年に国際テニス殿堂入りを果たしている。

## 4大大会優勝
- 全仏選手権　女子シングルス：2勝（1961年・1966年）／女子ダブルス：3勝（1963年・1968年・1969年）　［女子シングルス準優勝3度：1963年・1968年・1969年］
- ウィンブルドン選手権　女子シングルス：1勝（1969年）／混合ダブルス：1勝（1969年）　［女子シングルス準優勝1度：1967年］

（全米選手権女子シングルス準優勝2度：1961年・1967年）